# 櫻井浩二
- 櫻井浩二
- 桜井浩二

櫻井 浩二 / 桜井 浩二（さくらい こうじ、1969年7月19日 - ）は、RKB毎日放送アナウンサー。RKB報道制作センターアナウンス部部長。RKBアナスク（旧：RKBアナウンススクール）講師。静岡県浜松市出身。

## 来歴
静岡県立浜松北高等学校から成蹊大学経済学部経済学科へ進学。大学卒業後の1994年（平成6年）にアナウンサーとして福井テレビへ入社したが、1996年（平成8年）10月1日付でRKBへ移籍した。
RKBへの移籍後は、テレビ・ラジオを問わずスポーツアナウンサーとして活動。2014年10月30日の「SMBC日本シリーズ2014第5戦・福岡ソフトバンクホークス対阪神タイガース」テレビ中継（TBSテレビとの共同制作・JNN系列全国ネットで放送）では、実況を担当。ソフトバンクが日本シリーズを3年振りに制した瞬間を伝えた。その一方で、ラジオでは同年3月31日から、平日の早朝に生ワイド番組（『ニュース新発見 インサイト』→『櫻井浩二 インサイト』）のメインパーソナリティを担当。2021年6月20日に『RKBエキサイトホークス』（ラジオのプロ野球中継）で放送された福岡ソフトバンクホークス対北海道日本ハムファイターズ戦での実況を最後に、『インサイト』への出演とアナウンス部部長の職務へ事実上専念していた。『櫻井浩二 インサイト』が2022年3月24日（木曜日）で終了することを機に、スポーツアナウンサーとしての活動を再開。

## 人物・エピソード
「アナウンサー志望なのでアナウンサーを多数輩出している早稲田大学に最も行きたいと思い早稲田大学商学部を受けたが不合格になった」と述べている。
趣味はゴルフ・釣り・長風呂・風呂掃除。カレーが好物。

## 現在の担当番組
スポーツ中継（ラジオorテレビ）
※担当競技は野球、柔道、駅伝ほか。
- プロ野球中継（主に福岡ソフトバンクホークス[注 7]戦）
  - RKBエキサイトホークス（ラジオ）[注 8][注 9]
  - S☆1 BASEBALL（テレビ）[注 8]
- 日本プロサッカーリーグ（Jリーグ）・ギラヴァンツ北九州戦中継（スカパー!放送）

## 過去の担当番組

### RKB
ラジオ
- RKB毎日ニュース
- 中西一清スタミナラジオ
- 歌謡曲ヒット情報（1996年10月 - 2004年4月、2010年1月 - 2010年3月）[注 10]
- 増田明美・櫻井浩二のプロペラ全開
- 櫻井浩二 インサイト（メインパーソナリティ）
- インサイト+
- おしゃべり本棚
- 帰りたいサラリーマン（2024年8月24日 - 10月12日） - 熱血隊員（2代目） 役[13]
- ダレカトタナカトタジリト（2024年10月、2025年4月）毎週日曜25:15 - 月替わりパーソナリティ

テレビ
- アナBANG!![注 11]
- RKBももち丸[注 12]
- 原千晶の北九州バナナ
- だいすき!北九州
- おはようクジラ（TBSテレビ制作）福岡担当リポーター
- 今日感テレビ
- ドラフト緊急生特番!お母さんありがとう（TBSテレビ制作によるプロ野球ドラフト会議と連動した特別番組。番組内で紹介された一部指名選手のリポートを担当）

### 福井テレビ
- めざましテレビ（フジテレビ制作）福井担当2代目リポーター
- FNN福井テレビニュース

ほか

## 映画
- 実写版『あしたのジョー（2011年）ボクシング実況アナウンサー役[3]